# Journal of Combinatorial Chemistry
Journal of Combinatorial Chemistry è una rivista accademica che si occupa di chimica combinatoria. Nel 2014 il fattore d'impatto della rivista era di 3,032.